# Pamflet

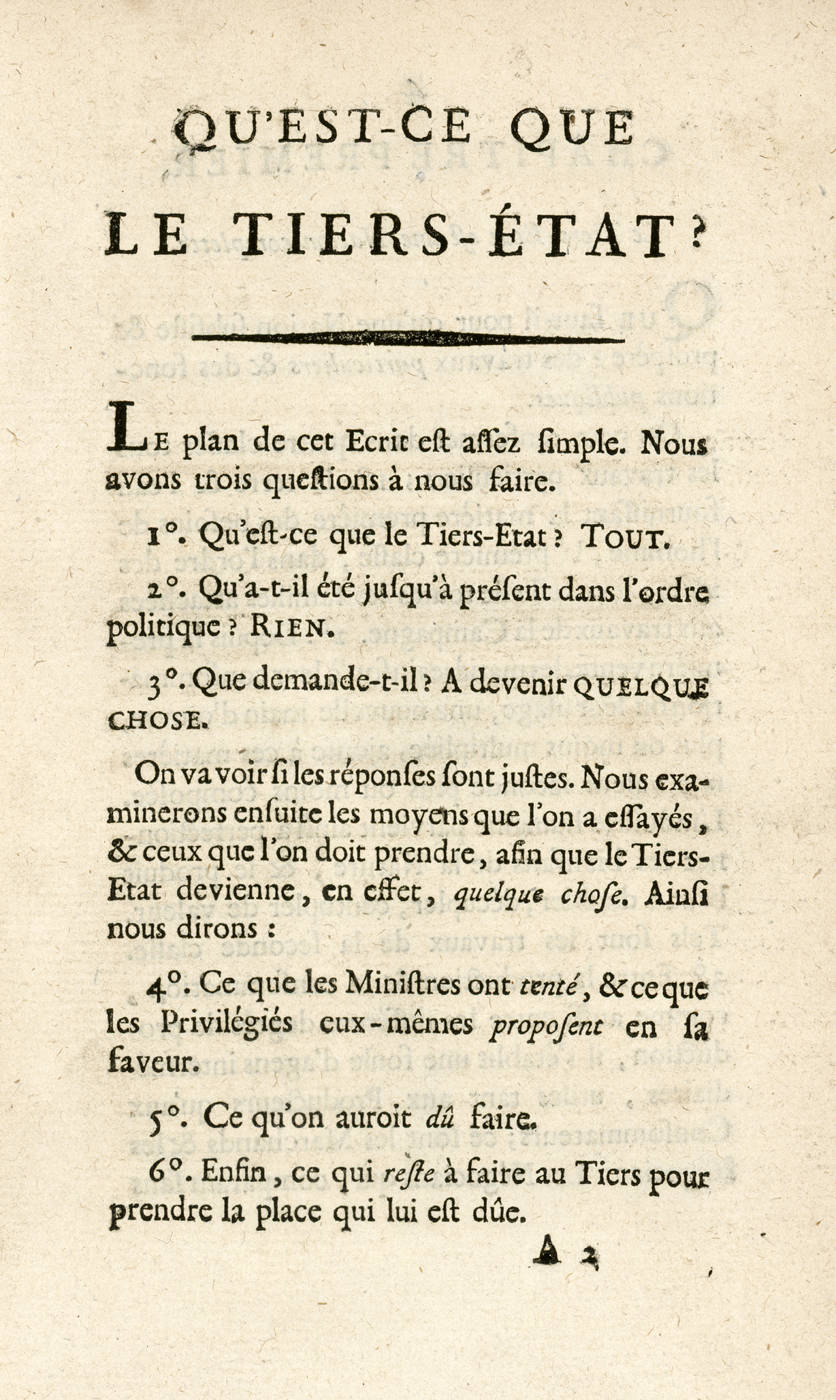
Pamflet de Joseph Sieyes, Qu'est-ce que le Tiers Etat? (1789).

Un pamflet és un gènere literari molt antic que al llarg de les èpoques en què s'ha emprat ha tingut com a objectiu principal satisfer la necessitat de transmetre idees a contracorrent en temps difícils. Per això sol ser breu, d'estil sintètic i directe, generalment agressiu o difamatori. L'estil propi dels pamflets rep el nom de pamfletari.
Es considera relacionat amb l'assaig i el manifest. Pot constar d'uns pocs paràgrafs escrits en un octau de foli, és a dir en format A7, aproximadament, o de diverses desenes de pàgines. Alguns tenen format de llibre, i d'entre ells n'hi ha que poden considerar-se com una antologia o agrupació de diversos pamflets juxtaposats, de vegades d'autors diferents però amb idees comunes.
Alguns dels més coneguts són Què és el Tercer Estat?, de Joseph Sieyes, escrit l'any de la revolució francesa (segle xviii); Jo acuso, d'Émile Zola durant l'escàndol Dreyfus, al segle xix; les octavilles dels republicans a Espanya durant el franquisme, al segle xx; i Indigneu-vos!, de Stéphane Hessel al segle xxi.

## Etimologia
El seu origen és incert, uns el relacionen amb el gènere còmic del segle xii pamphilus, escrit en versos llatins. Per a d'altres deriva del francès pamphilet, també un gènere de comèdia corrosiva. D'allà va passar a l'Anglaterra, on va prendre el seu significat d'opuscle dedicat a temes d'actualitat.
El terme en anglès, pamphlet, del que deriva, no ha contingut mai les connotacions negatives que tradicionalment els poders establerts li han donat als països de llengües romàniques. Aquestes connotacions s'han transformat en molt positives en alguns sectors d'aquests països arran de la crisi financera mundial d'a partir de 2008 i les revoltes massives a diferents països (Kitchenware Revolution, revolta àrab, revoltes a Grècia en 2011, Geração à Rasca, indignats, etc.) des d'aquest any.

## Història
El pamflet existeix de molt antic arreu del món. Com a gènere literari el seu origen es remunta al libel romà, dirigit a desacreditar la fama o l'honor d'algun personatge, especialment polítics.
En el segle xviii va ser un element inseparable de la revolució francesa i que va acompanyar el segle fins a la fi, com ho mostra per exemple el pamflet Les lois scélérates de 1893-1894 contra les Lleis Perverses. Voltaire, per exemple, va escriure nombrosos pamflets, alguns contra el seu enemic declarat Jean-Jacques Rousseau i altres contra el fanatisme cristià i la intolerància.
Va ser present igualment tot el segle xix, marcat per la revolució industrial i, per tant, l'aparició de grans masses de classe obrera entre altres importants transformacions socials. A Espanya es conserven alguns pamflets originals del segle xix, escrits a mà amb cal·ligrafia molt polida, que criden a la insurrecció contra la invasió napoleònica. A Alemanya al segle xix va destacar el pamflet La bandera roja, nom que feia referència a aquest símbol de la lluita obrera, que va néixer sota l'Imperi Alemany i que va acabant essent una publicació d'esquerres, antifeixista, al segle XX i fins a la Segona Guerra Mundial. L'assagista suïssa Anne-Louise Germaine Necker va escriure el pamflet Dix années d'exil (deu anys a l'exili) contra Napoleó Bonaparte, que l'havia expulsat de França per les seves innovadores idees polítiques i socials.
Durant la dictadura franquista, al segle xx, els pamflets escrits en octavetes (fulls d'un vuitè de foli de mida) cridaven a la contestació d'aquest règim. Al darrer quart d'aquest segle, els pamflets i els fanzines van formar part de la cultura i mitjans d'expressió de diferents moviments anomenats “independents”, com per exemple el punk i el hardcore.

## Pamflets delseglexxi
Al segle xxi el gènere del pamflet sembla tenir una renaixença, i cobra un vigor rar i extraordinari, com ho mostra el pamflet de dinou pàgines Indigneu-vos! (2010), que en 2011 és l'obra de no-ficció més venuda a Espanya. Un altre pamflet, Reacciona (2011), gairebé deu vegades més llarg, aprofondeix la situació econòmica, política i social d'Espanya i, malgrat ser més car (l'Indigneu-vos! costa tres euros a França) i molt més llarg de llegir, en poques setmanes va assolir el número tres de majors vendes. El pamflet Indigneu-vos!, a més, es pot obtenir en francès gratuïtament descarregant-lo per Internet, on el va dipositar l'autor (que també ha renunciat als beneficis de les vendes) per a ésser llegit lliurement.
L'any 2011, en part a conseqüència de la potencial demanda per part dels "Indignats", en part seguint el model d'altres col·leccions en altres llengües (com per exemple la col·lecció Mille et une Nuits de l'editorial Fayard, en francès), l'editorial Libros del Lince va llançar en castellà la col·lecció Los Panfletos del Lince amb l'objectiu de recuperar "la tradició noble del pamflet: una obra breu, eloqüent, molt contundent i amb un cert pes polític". Paral·lelament, l'editorial catalana Icaria va llançar la col·lecció de pamflets A Saco. Tenen el mateix format dels llibres polítics dels anys 70 i 80, d'estil breu, urgent, didàctic i combatiu, però adaptats a l'economia del segle xxi, amb menys de cent pàgines i preus d'entre cinc i vuit euros. Des de 2010, Angle Editorial edita pamflets contemporanis en català, com per exemple l'exitós Aturem la crisi (2010) o Un altre món (2011), tot i que encara no s'ha llançat cap col·lecció dedicada exclusivament a aquests.
Alguns pamflets destacats del segle XXI que han estat editats als Països Catalans són, per exemple, Comprometeu-vos! de Stéphane Hessel i Gilles Vanderpooten; Pequeño tratado del decrecimiento sereno, de Serge Latouche; Menos es más, de Nicolas Ridoux; Así no podemos seguir, de Paul Ginsborg; Democracia radical, coordinat per Ángel Calle; Sus crisis, nuestras soluciones, de Susan George; Cuando nada vale nada, de Raj Patel; Manifiesto de economistas aterrados, dels economistes francesos Askenazy, Coutrot, Orléan i Sterdyniak; La vía. Para el futuro de la humanidad, d'Edgar Morin; ¿El mejor de los mundos?, de Pascual Serrano; Aturem la crisi, d'Arcadi Oliveres; i Reacciona, coordinat per Rosa Maria Artal.